# 보리

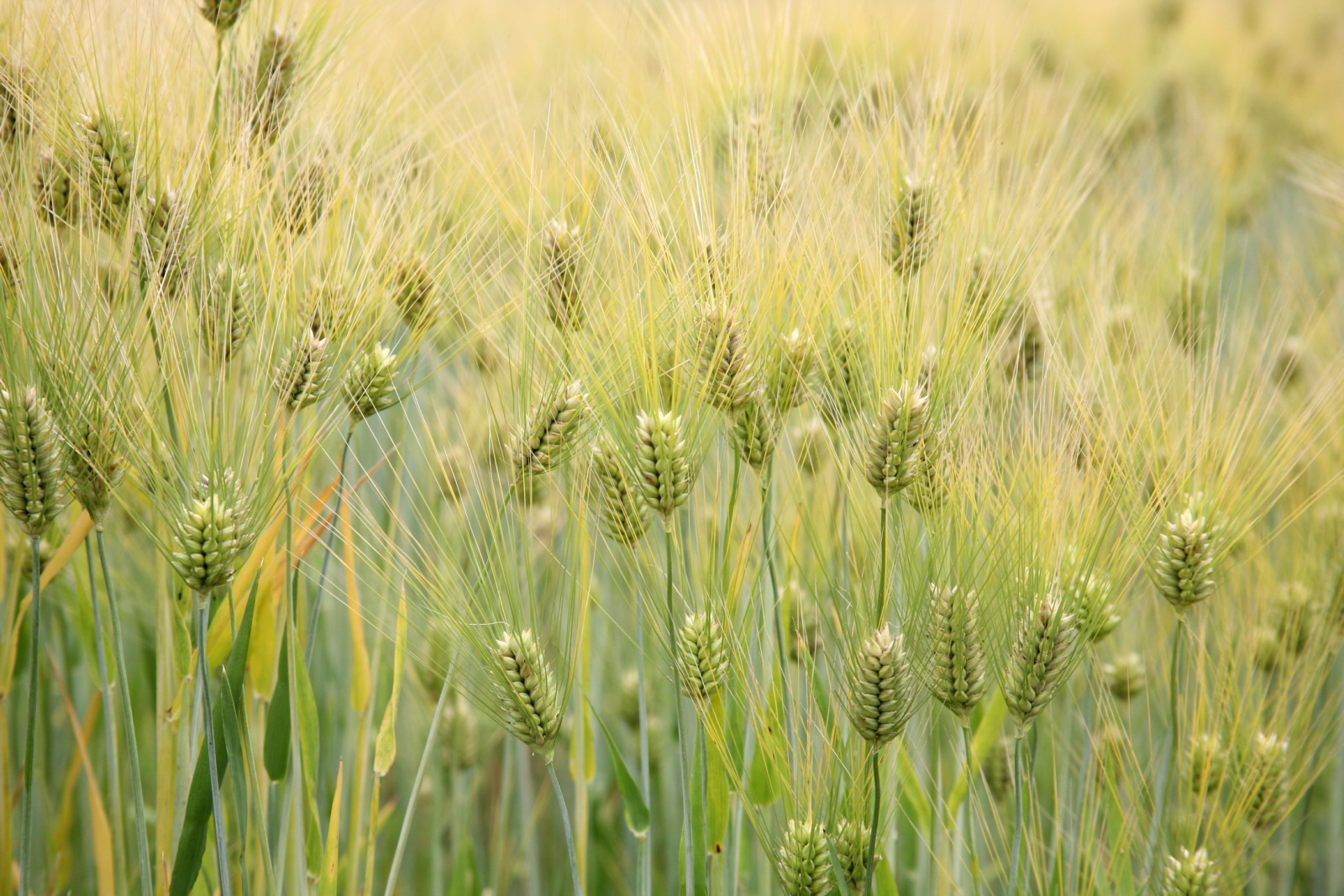
보리밭

보리(학명: Hordeum vulgare)는 벼목 벼과 보리속에 속하는 식물로, 한해살이 또는 두해살이 식물이다. 쌀보리와 구분해 겉보리로 부르기도 한다. 맥주의 재료이다. 보리는 기원전 7000년에 이미 야생종이 재배되었다고 하며, 기원전 3000년경부터는 아프리카 고대 왕조의 유적에서 육조종이 발견되고 있다.

## 생태
줄기 속은 비어 있고, 높이는 1m 정도로 자란다. 일반적으로 가을에 심어 다음해 봄에 수확한다. 원줄기는 속이 비고 원주형이며 마디가 높고 마디 사이가 길다. 잎은 어긋나며 넓은 선상 피침형으로 너비 10-15mm이다. 꽃은 4,5월에 핀다.

## 분류
보리는 열매껍질이 씨에 달라붙어 떨어지지 않느냐, 쉽게 떨어지느냐에 따라 크게 껍질보리(겉보리)와 쌀보리로 구분한다. 겉보리가 추위에 더 잘 견딘다. 겉보리는 주로 영남에서, 쌀보리는 주로 호남에서 많이 재배된다.
또 열매에 줄이 두 개 있는 두줄보리와 여섯 개 있는 여섯줄보리 등으로 구분한다. 우리나라에서는 기원전 5-6세기 것으로 보이는 여섯줄보리의 일종인 껍질보리가 경기도 여주군에서 출토된 바 있어, 오래전에 중국을 거쳐 들어온 것으로 보인다. 쌀보리는 일본을 거쳐 들어온 것으로 여겨지는데 껍질보리에 비해 추위에 견디는 힘이 약하다.
보리는 춘·추파성 및 내한성의 정도에 따라 겨울보리가 대부분이고 봄보리는 겨울이 지나치게 추워서 겨울보리의 재배가 어려운 경기 북부, 강원도 및 중부 산간지대의 일부에서 재배한다.

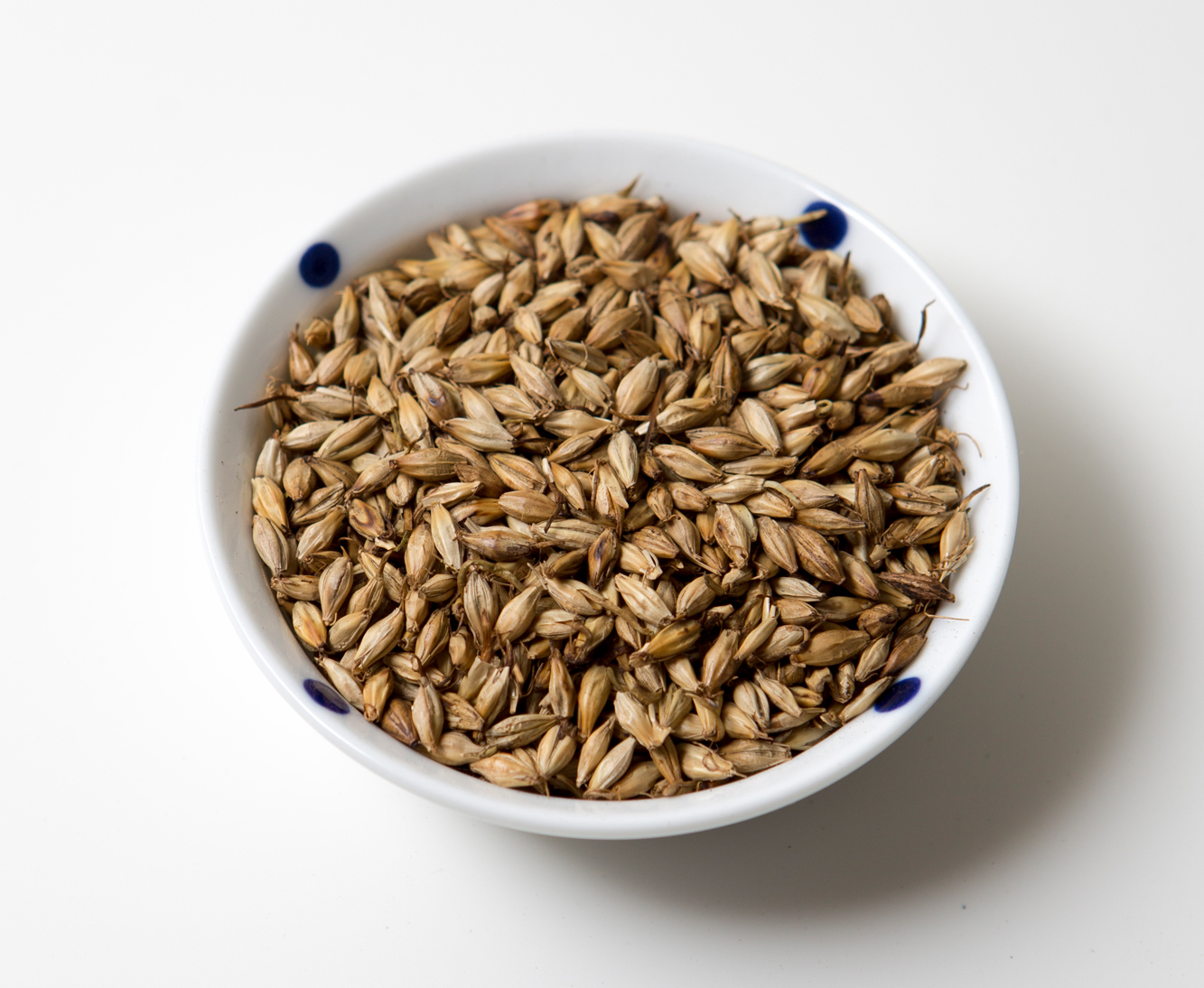
겉보리
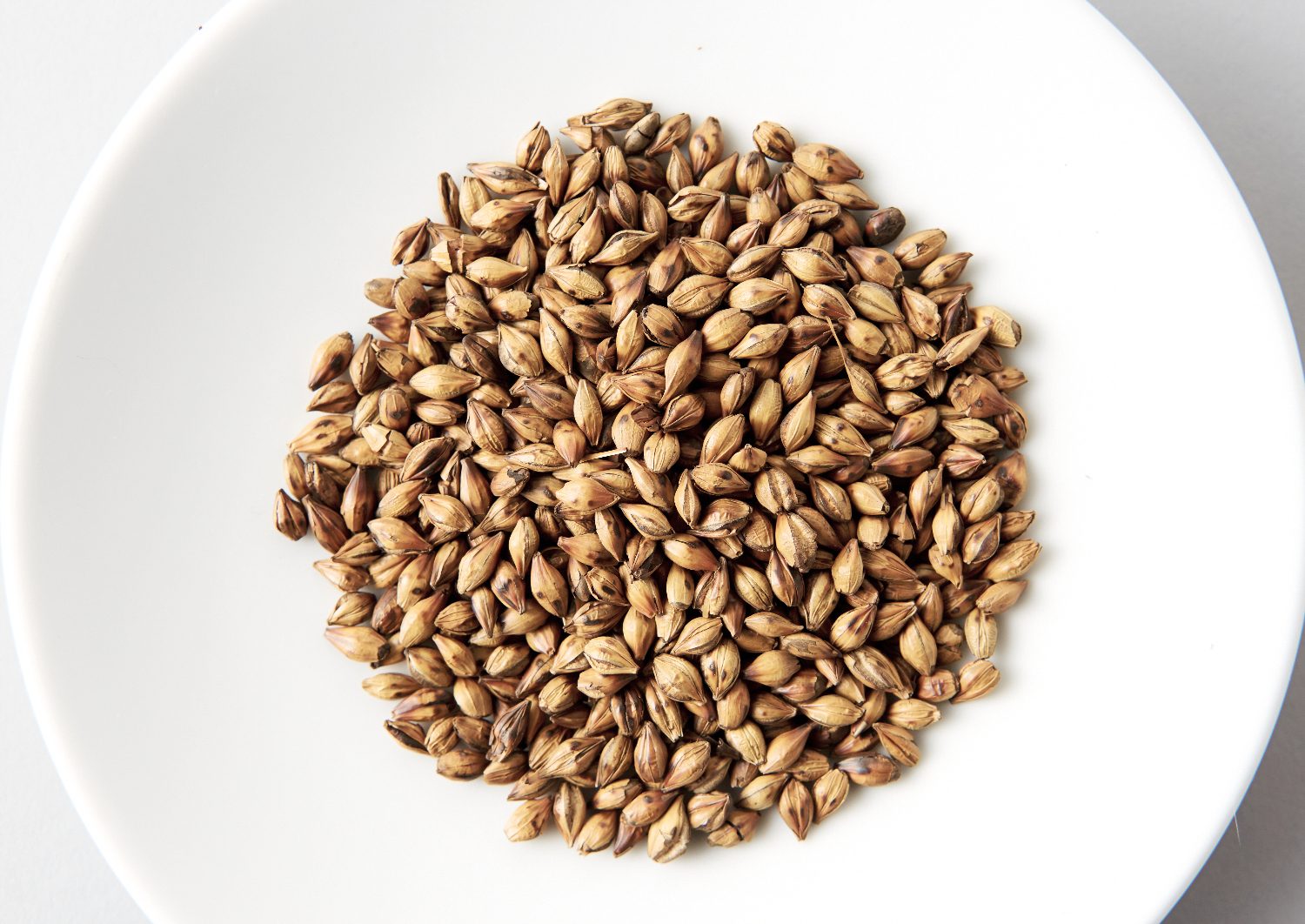
쌀보리

## 쓰임
질 좋은 보리는 낟알을 싹틔운 다음 말려서 맥아로 만든다. 맥아는 맥주, 위스키, 고추장, 엿기름, 식혜 등의 중요한 재료이다. 또한 보리를 우려내 보리차도 만들 수 있다.

## 성분
다른 맥류와 비교해 볼 때 보리는 탄수화물의 함량이 높고 칼슘·인·철분 등의 무기질과 바이타민B (비타민B)가 풍부하다.
Encyclopædia Britannica 11 번째판 (1910–1911년)은 보리의 성분을 에른스트 폰 비브라에 따라 다음과 같이 언급한다. (소금 성분 제외)
| 성분        | 함량    |
| ----------- | ------- |
| 물          | 15%     |
| 질소 복합물 | 12.981% |
| 고무질      | 6.744%  |
| 당분        | 3.2%    |
| 녹말        | 59.95%  |
| 지방        | 2.17%   |

## 사진

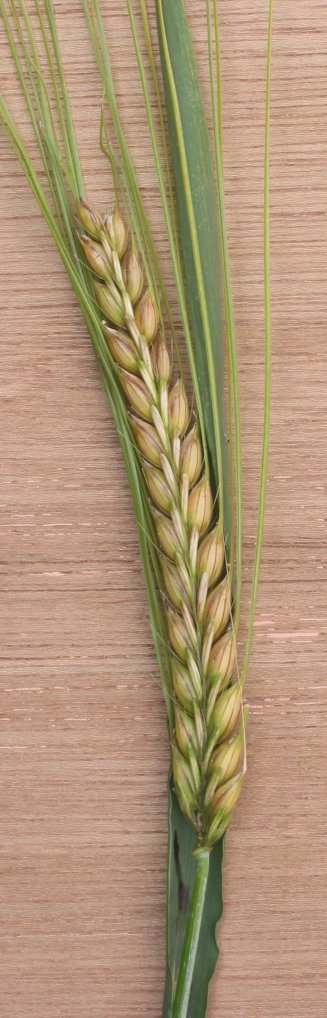
보리 이삭
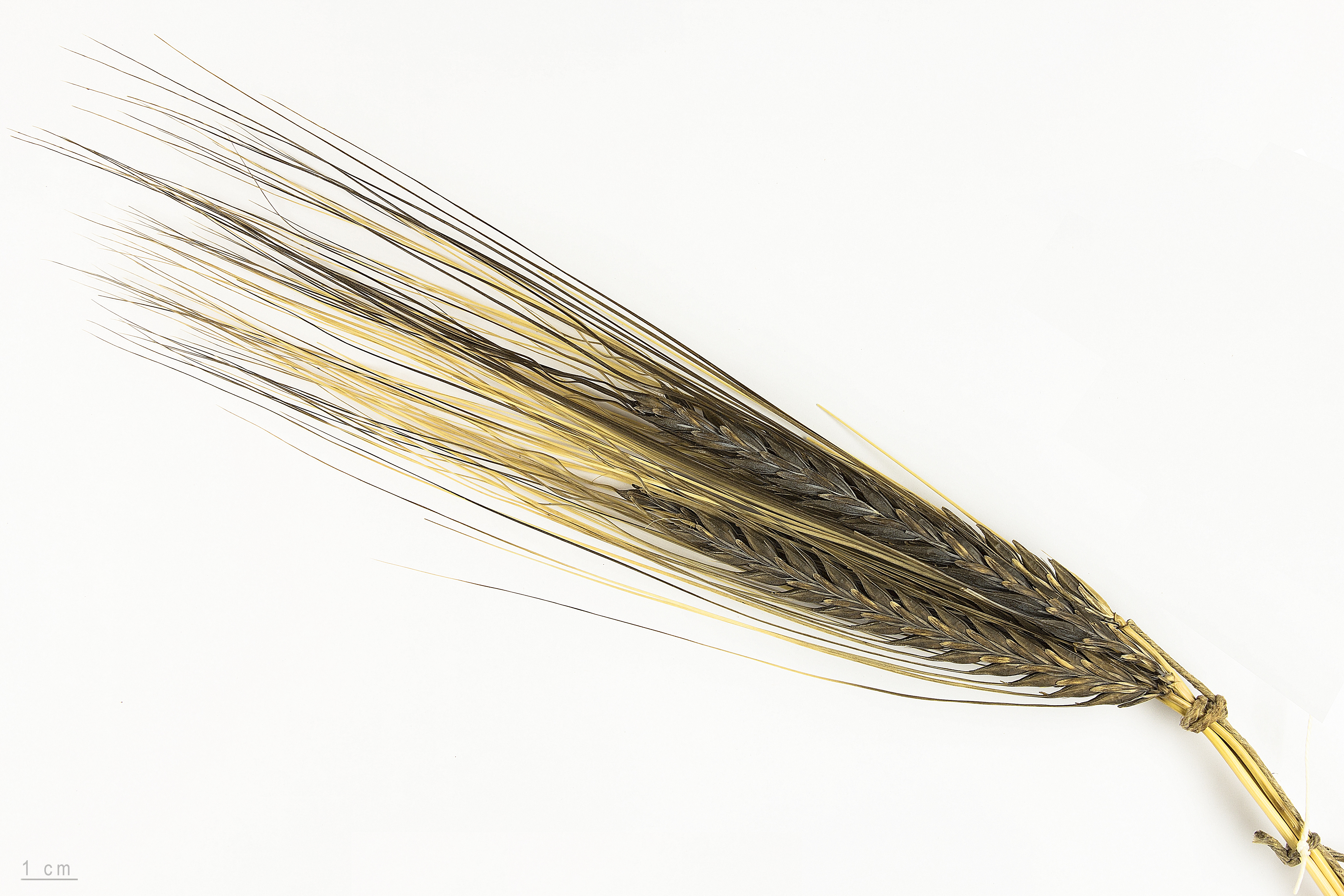
종자 박물관의 보리 이삭
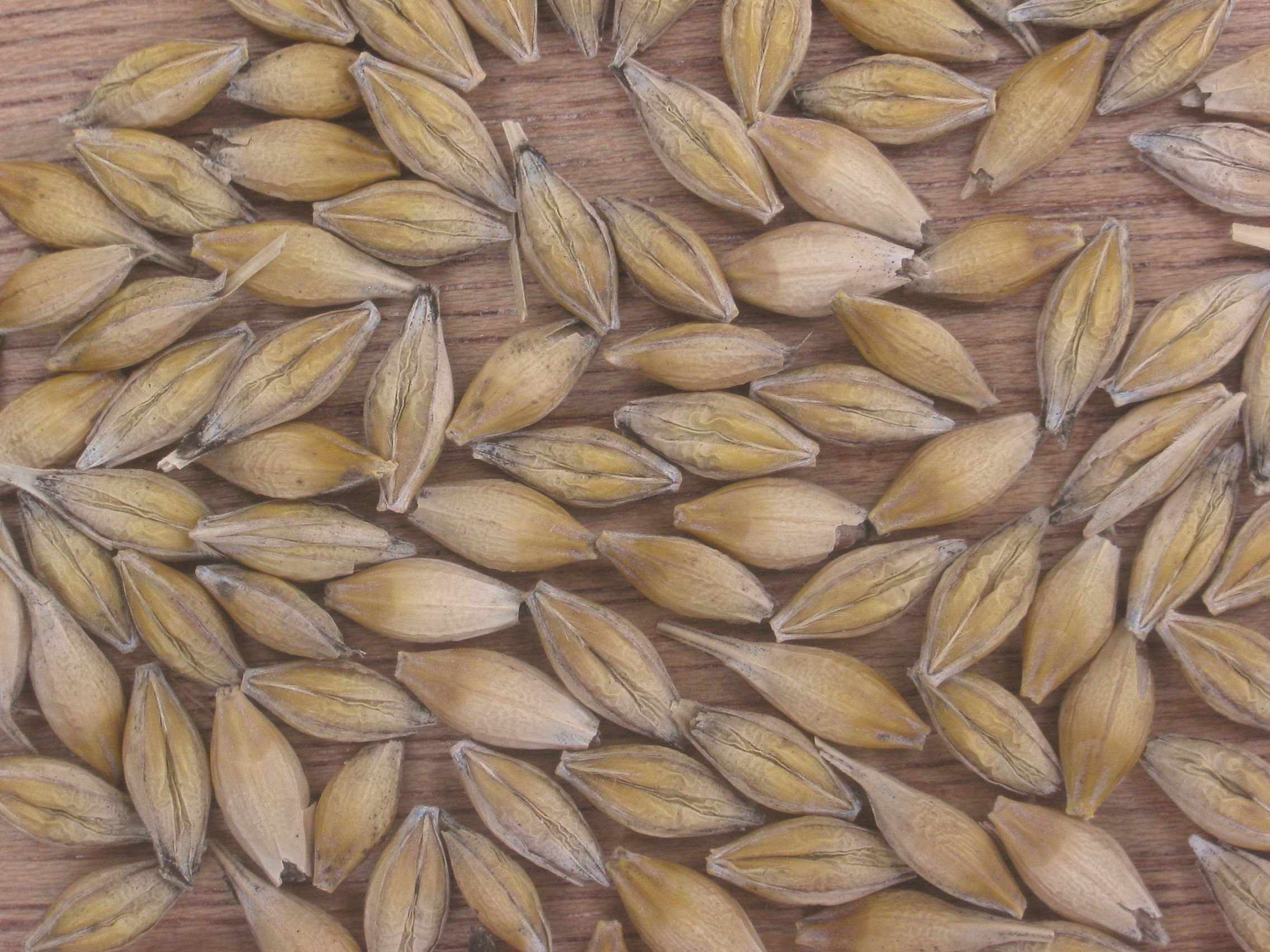
보리 낱알
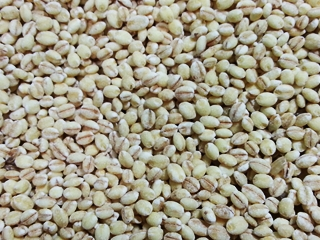
도정된 보리 (보리쌀)
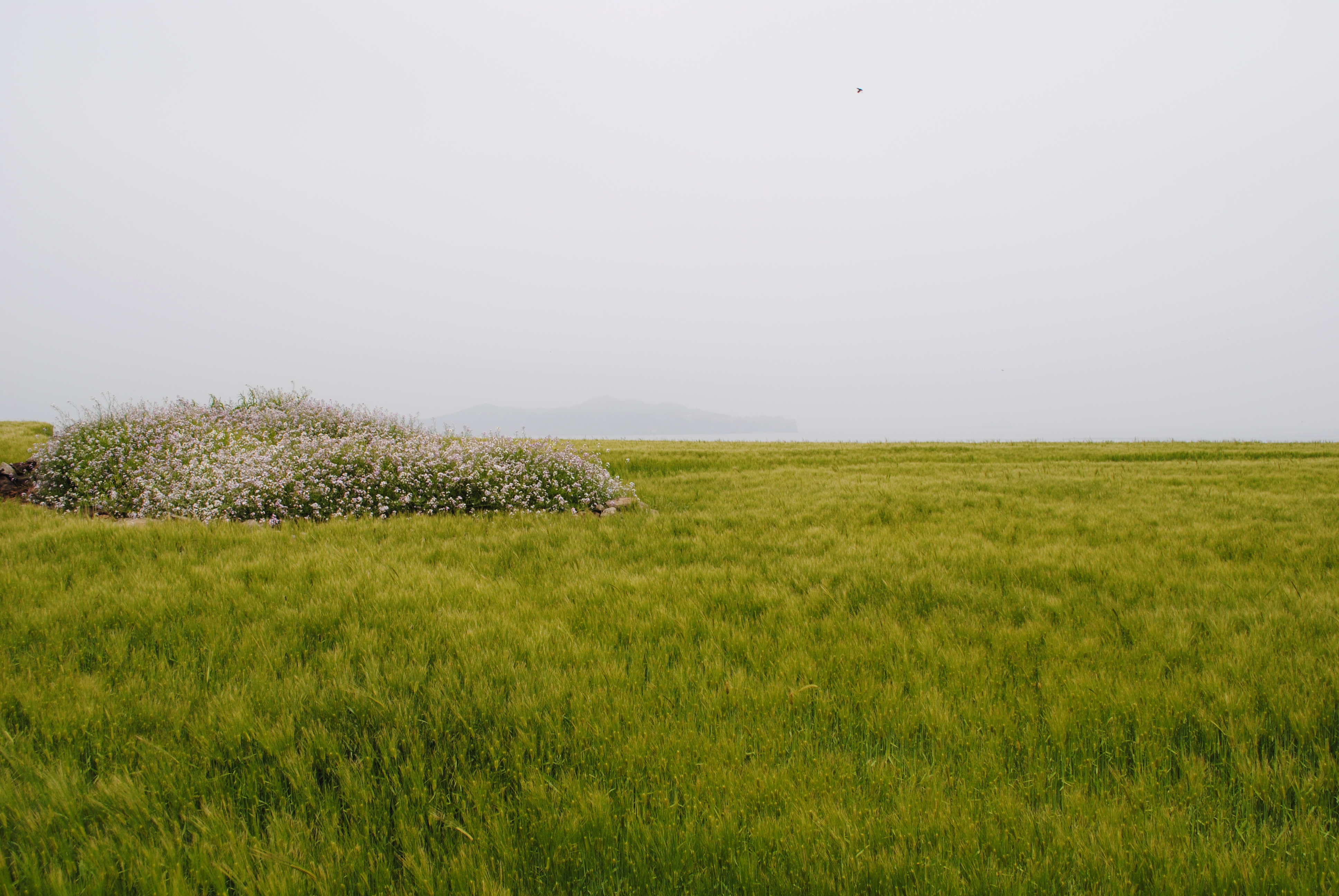
가파도의 보리밭
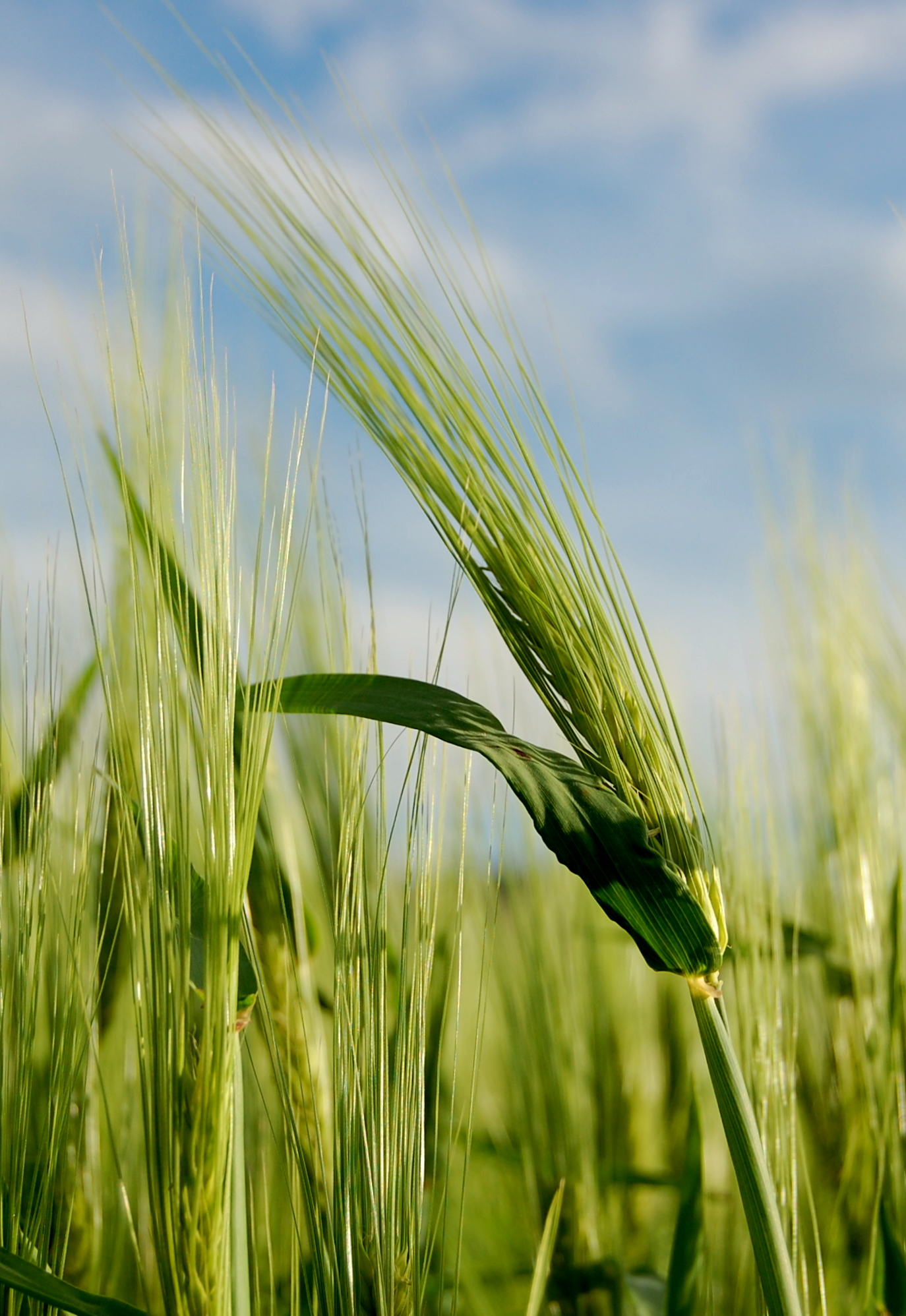

## 참고 문헌
- 이 문서에는 다음커뮤니케이션(현 카카오)에서 GFDL 또는 CC-SA 라이선스로 배포한 글로벌 세계대백과사전의 내용을 기초로 작성된 글이 포함되어 있습니다.

## 같이 보기
- 보리쌀